# アクトフェンサー
『アクトフェンサー』(ACT-FENCER CYBERNETIC HYPER WEAPON)は、1989年5月12日にデータイーストが発売したアーケードゲーム。家庭用への移植はされていない。
横画面仕様のアクションシューティングである本作は、自機である「進化型電脳兵器（Cybernetic Hyper Weapon）」と呼ばれるロボットを操作して全5ステージを攻略する。本作は墜落した輸送機に積まれていたバイオ兵器が周辺の生命体に帰省して突然変異を起こしたり、合成生物を誕生させるといった異常事態が引き起こされたという設定であり、自機は軍の秘密兵器という位置づけにある。
また、自機が進化するという仕組みから、同様の仕組みを持つ『ダーウィン4078』『スーパーリアルダーウィン』に続く「進化型シューティングゲーム」第3弾として扱われることもある。

## 基本操作
1レバー、2ボタン。ボタンはショット、ジャンプ。
レバーで左右に移動し、下でしゃがむ。ショットで敵を攻撃するが、後述の進化形態によってエフェクトが異なる。ジャンプで敵弾を回避もしくは段差の高い場所や少し離れた場所に移動し、レバーを上に入れていると滞空時間を調節可能。残機数がなくなってしまうとゲームオーバーだが、コンティニュー可能。
エンディングの後、1ステージからのループとなる。

### 進化形態
青色の玉で自機が1段階進化（最高6段階まで）し、ショットもパワーアップし、フォルムも物々しく変化していくが、それに伴い当たり判定も大きくなり、時間経過により1段階ずつ退化してしまう（赤色の玉で退化を遅延させる事が可能）。敵と衝突もしくは被弾等でダメージを受けると初期形態に戻ってしまう。
- 初期形態『ナッツ』

全形態共通の前方へのショットのみで、ダメージを受けるとミスになる。
- 第1形態『シス』

地形に当たるとバウンドする弾を発射する。
- 第2形態『シフォン』

地形に着弾すると火柱が発生する弾を発射する。
- 第3形態『イクス』

上方向へ扇状に着弾すると爆発する無数の弾を発射する。
- 第4形態『ベネブ』

後方から発射し、前方に向かって飛んで行く弾を発射する。
- 第5形態『アレス』

斜め前方に飛んだ後、八方向に分裂する弾を発射する。
- 第6形態『ザクロス』

上方に誘導弾を発射する。敵にロックオンマークが付くエフェクトも発生する。